# Cem Özdemir
Cem Özdemir [ˌʤɛm ˈœzdɛmir] (Bad Urach, 1965. december 21. –) németországi politikus. 2008 novembere és 2018 januárja között a Szövetség ’90/Zöldek párt szövetségi társelnöke volt, a 2017-es szövetségi választáson Katrin Göring-Eckardttal együtt a Zöldek listavezetője volt. 2019-ben Özdemir és Kirsten Kappert-Gonther sikertelenül pályáztak a Zöldek Bundestag-frakciójának vezetésére. 2021 óta a Scholz-kormány élelemügyi és földművelési minisztere, 2024 óta oktatási és kutatási miniszter.
1994-ben Özdemir és a szociáldemokrata Leyla Onur lettek az első török származású képviselők a Bundestagban.

## Élete

### Tanulmányok
Özdemir apja a törökországi Tokat tartományból, egy Pazar nevű kisvárosból származik, és a cserkesz etnikai kisebbséghez tartozik. 1961-ben vándorolt ki Németországba mint vendégmunkás; előbb a Fekete-erdőben dolgozott egy textilgyárban, majd egy tűzoltó készülékeket előállító vállalatnál. Özdemir anyja 1964-ben fiatal tanárként érkezett Németországba, és saját szabóságot üzemeltetett.
Özdemir egyedüli gyerek volt. Az urachi Realschuléban szerezte meg a Mittlere Reife bizonyítványt (a középiskola 10. osztálya utáni, középiskolai tanulmányokat lezáró bizonyítvány), majd pedagógusi szakképzésen vett részt 1987-ig Reutlingenben. Ezután szakiskolai bizonyítványt (Fachhochschulreife) szerzett Nürtingenben, majd a reutlingeni evangélikus szakfőiskolában (a mai Evangelische Hochschule Ludwigsburg főiskolában) végzett szociálpedagógiai tanulmányokat. 1994-ben főiskolai diplomát szerzett.A tanulmányai mellett 1987-től egy reutlingeni ifjúsági központban dolgozott, illetve a Reutlinger General-Anzeiger újságnál és egy helyi rádióadónál szabadúszó újságíróként működött.

## Politikai karrier
18 évesen német állampolgár lett.
1994 és 2002 között a Bundestag képviselője volt. 2004 és 2009 között az Európai Parlament tagja volt. 2013-ban újra a Bundestag tagja lett.

## Fordítás
- Ez a szócikk részben vagy egészben  a   Cem Özdemir című német Wikipédia-szócikk ezen változatának fordításán alapul.  Az eredeti cikk szerkesztőit annak laptörténete sorolja fel. Ez a jelzés csupán a megfogalmazás eredetét és a szerzői jogokat jelzi, nem szolgál a cikkben szereplő információk forrásmegjelöléseként.